# Rapenburgerplein 100
Rapenburgerplein 100 te Amsterdam is een gebouw staande aan de rand van het Rapenburgerplein, Amsterdam-Centrum.
Bij de overspanning boven de overgang tussen Nieuwe Herengracht en Schippersgracht heeft altijd een sluis- dan wel brugwachtershuisje gestaan. Het groeide met de vernieuwingen van de Scharrebiersluis mee. Eerst stond er een soort schuilplekje. Bij de bouw van de dubbele basculebrug kwam er een permanenter houten gebouw. Wanneer er in 1906 een nieuwe brug wordt neergelegd in de vorm van een ophaalbrug wordt er een stenen brugwachtershuisje gebouwd. Wichert Arend de Graaf van de Dienst der Publieke Werken ontwierp een huisje met een rechthoekige plattegrond. De buitenmuren zijn opgetrokken uit baksteen, waarbij net boven de iets wijdere plint nog een natuurstenen rand is geplaatst. De ramen kunnen geblindeerd worden door luiken. ARCAM omschreef het als een sober opgetrokken huisje, dat nog geen enkel spoor van de bouwstijl Amsterdamse School laat zien.
Het gebouw werd net als de brug in 2002 opgenomen in het monumentenregister; het is sindsdien een rijksmonument behorende bij de brug.
Op dat tijdstip had het gebouwtje overigens al lang haar functie verloren. De bediening van de Scharrebiersluis vond dan al jaren plaats vanuit het brugwachtershuisje van de Kortjewantsbrug. Vanaf 2021 kreeg het een nieuwe functie; net als andere buitendienst gestelde brugwachtershuisje kon het als overnachtingsplek geboekt worden.